# Kriegszeit

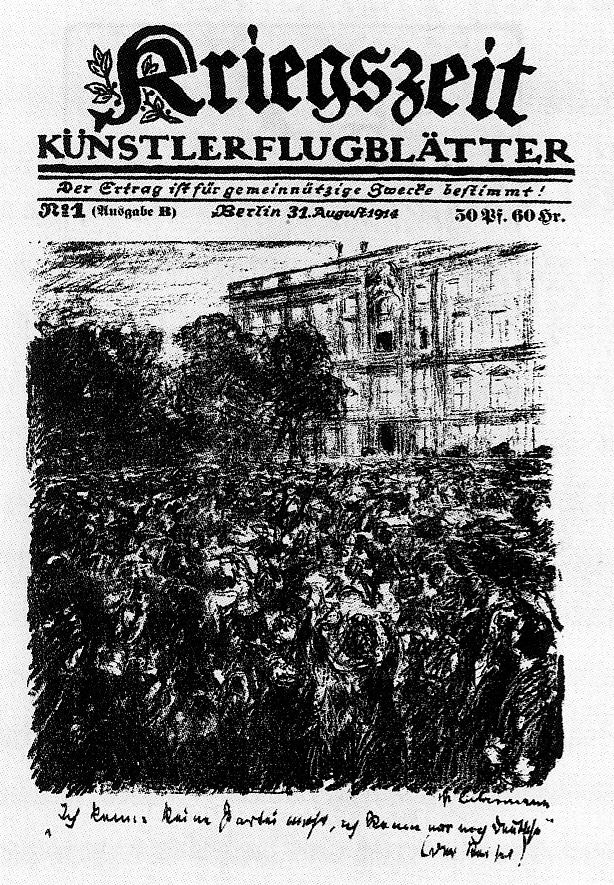
Titelbild der Erstausgabe von Max Liebermann (1914)

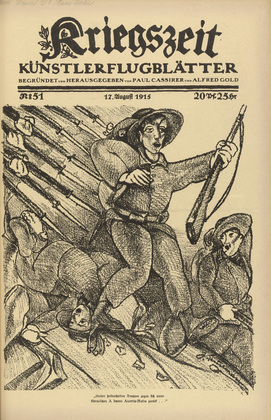
Titelbild von József Árpád Murmann (1915)

Kriegszeit – Künstlerflugblätter war eine 1914 in Berlin von dem Kunsthändler und -verleger Paul Cassirer unter Mitarbeit von Alfred Gold gegründete deutsche Künstlerzeitschrift. Sie publizierte Originallithographien deutscher Künstler, die mehrheitlich Mitglieder der Berliner Sezession waren und dem deutschen Impressionismus nahestanden.

## Geschichte
Die überwiegend nationalistisch  kriegsbejahenden Lithographien etwa Max Liebermanns erscheinen neben Arbeiten von Ernst Barlach, Max Beckmann, August Gaul, Willy Jaeckel, Käthe Kollwitz oder Wilhelm Trübner mit teilweise sogar chauvinistischem Unterton, die speziell für diese Zeitschrift angefertigt wurden. Künstler, die gemeinhin eher für eine oppositionelle Haltung zum politischen Establishment des Deutschen Kaiserreichs bekannt sind,  fügten sich nach Kriegsausbruch zunächst dem politischen „Burgfrieden“ und stellten sich freiwillig in den Dienst einer nationalen Begeisterung für den Krieg. Dieser Grundströmung folgte aber schon bald die Ernüchterung, die ihren Niederschlag in veränderten Themen fand. Statt hurra-patriotisch stürmender Soldaten in Kampfszenen erschienen zunehmend eskapistische, mit kritischen Untertönen versehene Bildwerke mit teils sogar auch verstohlen pazifistischen Ansätzen.
Schon Mitte 1915 begann der Verleger die zunächst wöchentliche Erscheinungsweise des Periodikums auf einen zweiwöchigen Publikationsrhythmus zu strecken, ehe es nurmehr unregelmäßig veröffentlicht wurde. In der letzten Ausgabe – März 1916 – spiegelte das Blatt die wachsende Kriegsmüdigkeit wider. Einen Monat später ersetzte Cassirer die Kriegszeit durch die Zeitschrift „Der Bildermann“.